# Alberto Maranhão

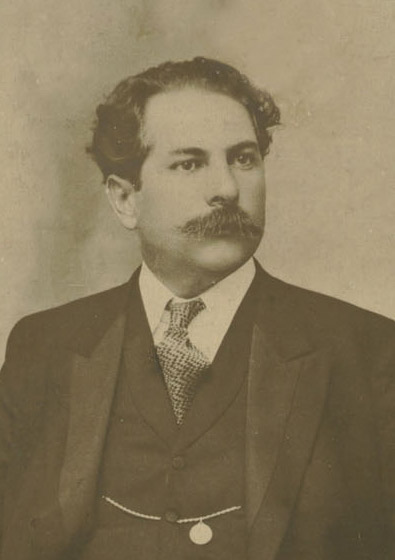
Alberto Maranhão

Alberto Frederico de Albuquerque Maranhão (* 2. Oktober 1872 in Macaíba, Rio Grande do Norte; † 1. Februar 1944 in  Angra dos Reis, Rio de Janeiro) war ein brasilianischer Politiker.
Alberto Maranhão war von 1900 bis 1904 und ein zweites Mal von 1908 bis 1914 Gouverneur des Bundesstaates Rio Grande do Norte. Zwischen 1927 und 1929 war er Abgeordneter zum Bundesparlament. Das Theater der Hauptstadt von Rio Grande do Norte, Natal, trägt seit 1957 seinen Namen.
| Personendaten    | Personendaten                              |
| ---------------- | ------------------------------------------ |
| NAME             | Maranhão, Alberto                          |
| ALTERNATIVNAMEN  | Albuquerque Maranhão, Alberto Frederico de |
| KURZBESCHREIBUNG | brasilianischer Politiker                  |
| GEBURTSDATUM     | 2. Oktober 1872                            |
| GEBURTSORT       | Macaíba, Rio Grande do Norte               |
| STERBEDATUM      | 1. Februar 1944                            |
| STERBEORT        | Angra dos Reis, Rio de Janeiro             |